# Матична библиотека „Љубомир Ненадовић“ Ваљево
Матична библиотека „Љубомир Ненадовић“ Ваљево је матична библиoтека за библиотеке у општинама Ваљево, Уб, Љиг, Лајковац, Мионица и Осечина. Основана је крајем 1868. године као Читаоница ваљевска.

## Историја
Одмах на свом почетку развијала је живу културну и просветну активност. По књижном фонду, броју пренумераната, културним програмима и броју листова на које је претплаћена, то је била трећа по значају и величини читаоница у тадашњој Србији, одмах после Читалишта београдског и Београдске грађанске касине. Осим позајмљивања књига и листова на читање, у Читаоници су организоване беседе, села, забаве, позоришне представе и други програми. Активност Читаонице је прекинута 1878. године због Српско-бугарског рата и обновљена је 1907. године оснивањем Грађанске читаонице у Ваљеву, а која је била смештена у просторијама нове, тек отворене зграде Ваљевске гимназије. Зна се да је имала фонд од преко 2.000 књига .
Очекује се да некадашњи Дом Војске буде прилагођен потребама библиотеке чиме ће се решити њен проблем са простором.

## Матичност
Библиотека је матична установа и основна јединица библиотечко-информационог система у Колубарском округу. У овом систему се налазе све јавне, школске и стручне библиотеке. Надлежност матичне библиотеке над радом других библиотека у систему регулисана је Законом о библиотечко-информационој делатности

## Библиотеке Колубарског округа
- Народна библиотека Осечина
- Градска библиотека Лајковац
- Народна библиотека "Милован "Глишић" Мионица
- Градска библиотека "Божидар Кнежевић" Уб
- Градска библиотека Љиг

## Одељења
- Одељење набавке и обраде
- Одељење за унапређење библиотечке делатности
- Одељење за научни рад и информације са корисницима
- Одељење за рад са одраслим корисницима
- Дечје одељење
- Завичајно одељење
- Одељење периодичних списа
- Одељење за рад са старом и ретком књигом
- Одељење стране књиге и легата
- Одељење електронске обраде

## Манифестације
- Двориште[4]
- Десанкини мајски разговори
- Љубини дани

### Манифестација „Љубини дани”
Манифестација „Љубини дани” установљена је 2014. године. У оквиру ове манифестације се додељује Књижевна награда „Љубомир П. Ненадовић”, за најбољу путописну књигу на српском језику.

## Галерија
- Матична библиотека „Љубомир Ненадовић” Ваљево
- Улаз у матичну библиотеку „Љубомир Ненадовић” Ваљево
- Табла матичне библиотеке „Љубомир Ненадовић” Ваљево
- Са манифестације Љубини дани у Бранковини